# Phyllanthus burundiensis
Phyllanthus burundiensis är en emblikaväxtart som beskrevs av Jean F.Brunel. Phyllanthus burundiensis ingår i släktet Phyllanthus och familjen emblikaväxter.
Artens utbredningsområde är Burundi. Inga underarter finns listade i Catalogue of Life.